# Attheyella aculeata
Attheyella aculeata är en kräftdjursart som beskrevs av Jakobi 1959. Attheyella aculeata ingår i släktet Attheyella och familjen Canthocamptidae. Inga underarter finns listade i Catalogue of Life.